# Sant Antoni de Pàdua de Vilesa
Sant Antoni de Pàdua de Vilesa és la capella de l'antiga caseria de Vilesa, a l'antic terme municipal de Baén i a l'actual de Baix Pallars, dins la comarca del Pallars Sobirà.
És una església edificada a l'edat moderna, al segle xviii, i està situada a la mateixa caseria de Vilesa.
És un temple petit, d'una sola nau, amb absis quadrat sense destacar del conjunt.